# Саймон Пегг
Саймон Пегг (англ. Simon Pegg; нар. 14 лютого 1970 року в Глостерширі, Велика Британія) — британський теле- і кіноактор, сценарист, режисер, відомий за ролі в фільмах Прибулець Павло, Круті лягаві, Як втратити друзів і змусити всіх тебе ненавидіти, Зомбі на ім'я Шон, Крадене побачення та виконання ролі Бенджі Данна, помічника агента Ітана Ханта, в серії фільмів Місія нездійсненна.

## Молоді роки
Народився в місті Брокворт (ім'я при народженні Саймон Джон Бекінгем), Глостершир, Велика Британія. Мати — Джиліан Розмарі, державна службовиця, а батько — Джон Генрі Бекінгем, джазовий музикант і продавець клавішних інструментів. У 7 років батьки розлучилися і коли матір знову одружилася, він взяв прізвище Пегг. В дитинстві змінив багато шкіл. Вивчав драму в Бристольському університеті.

## Кар'єра
Перші свої ролі зіграв на телебаченні в таких серіалах і фільмах як «Asylum», «Six Pairs of Pants», «Faith in the Future», «Big Train» і «Hippies». В 1998–2004 регулярно з'являвся на «BBC Radio 4» в програмі «The 99p Challenge».
В 1999 році став одним із авторів ситкому «Spaced», за який отримав номінацію «Найкращий новий комедійний актор» British Comedy Award.
Широку відомість йому принесли комедія 2004 року Едгара Райта Зомбі на ім'я Шон, в якій Саймон зіграв зі своїм другом Ніком Фростом.
У 2006 році зіграв в поліцейській комедії Круті лягаві, в якій продовжив співпрацю з Фростом і Райтом.
У 2011 році зіграв в комедії Прибулець Павло, до якої написав сценарій.

## Особисте життя
23 липня 2005 року одружився з Морін Маккен. В липні 2009 року народилася дочка Матильда.
Є хрещеним батьком дочки Кріса Мартіна і Гвінет Пелтроу. Натомість Мартін є хрещеним дочки Пегга.

## Фільмографія
| Рік  | Назва українською                                 | Оригінальна назва                                        | Персонаж                  |
| ---- | ------------------------------------------------- | -------------------------------------------------------- | ------------------------- |
| 1999 | Готель Парадізо                                   | Guest House Paradiso                                     | містер Найс               |
| 2001 | Наглядач                                          | The Parole Officer                                       | чоловік                   |
| 2002 | Цілодобові тусовщики                              | 24 Hour Party People                                     | Пол Морлі                 |
| 2004 | Зомбі на ім'я Шон                                 | Shaun of the Dead                                        | Шон                       |
| 2005 | Ліга джентльменів Апокаліпсису                    | The League of Gentlemen's Apocalypse                     | Пітер Кау                 |
| 2006 | Місія нездійсненна 3                              | Mission: Impossible III                                  | Бенджі Данн               |
| 2006 | Повний облом                                      | Big Nothing                                              | Гас                       |
| 2006 | Звільніть Джиммі                                  | Free Jimmy                                               | Одд                       |
| 2007 | Круті лягаві                                      | Hot Fuzz                                                 | Ніколас                   |
| 2007 | Біжи, товстун, біжи                               | Run Fatboy Run                                           | Денніс Дойл               |
| 2008 | Як втратити друзів і змусити всіх тебе ненавидіти | How to Lose Friends and Alienate People                  | Сідні Янг                 |
| 2009 | Зоряний шлях                                      | Star Trek                                                | Монтгомері «Скотті» Скотт |
| 2009 | Льодовиковий період 3: Ера динозаврів             | Ice Age: Dawn of the Dinosaurs                           | Бак (озвучка)             |
| 2010 | Руки-ноги за любов                                | Burke and Hare                                           | Вільям Бурк               |
| 2010 | Хроніки Нарнії: Підкорювач Світанку               | The Chronicles of Narnia: The Voyage of the Dawn Treader | Ріпічіп (озвучка)         |
| 2011 | Прибулець Павло                                   | Paul                                                     | Грем Віллі                |
| 2011 | Пригоди Тінтіна: Таємниця «Єдинорога»             | The Adventures of Tintin                                 | інспектор Дюпон           |
| 2011 | Місія неможлива: протокол «Фантом»                | Mission: Impossible — Ghost Protocol                     | Бенджі Данн               |
| 2013 | Зоряний шлях: Політ у пітьму                      | Star Trek Into Darkness                                  | Монтгомері Скотт          |
| 2013 | Кінець світу                                      | The World's End                                          | Ґері Кінґ                 |
| 2014 | Подорож Гектора у пошуках щастя                   | Hector and the Search for Happiness                      | Гектор                    |
| 2014 | Убий мене тричі                                   | Kill Me Three Times                                      | Чарлі Волф                |
| 2015 | Місія нездійсненна: Нація ізгоїв                  | Mission: Impossible – Rogue Nation                       | Бенджі Данн               |
| 2015 | Крадене побачення                                 | Man Up                                                   | Джек                      |
| 2015 | Все як ти захочеш                                 | Absolutely Anything                                      | Ніл Кларк                 |
| 2016 | Стартрек: За межами Всесвіту                      | Star Trek Beyond                                         | Монтгомері Скотт          |
| 2018 | Першому гравцю приготуватися                      | Ready Player One                                         | Оґден Морроу              |
| 2018 | Термінал                                          | Terminal                                                 | Білл                      |
| 2018 | Місія нездійсненна: Фолаут                        | Mission: Impossible – Fallout                            | Бенджі Данн               |
| 2018 | Скотобійня рулить                                 | Slaughterhouse Rulez                                     | Мередіт Хаусмен           |
| 2019 | Втрачені трансмісії                               | Lost Transmissions                                       | Тео Росс                  |
| 2020 | Темна спадщина                                    | Inheritance                                              | Морган                    |
| 2022 | Удача                                             | Luck                                                     | Боб (озвучка)             |
| 2023 | Місія нездійсненна 7                              | Mission: Impossible 7                                    | Бенджі Данн               |
| 2025 | Місія нездійсненна 8                              | Mission: Impossible 8                                    | Бенджі Данн               |
| 2026 | Льодовиковий період 6                             | Ice Age 6                                                | Бак (озвучка)             |